# بهاء مصاروة
بهاء مصاروة (مواليد 23 تموز 1980) هو أسير فلسطينيّ من مُخيّم نور شمس للاجئين الفلسطينيين قضاء مدينة طولكرم شمال الضفة المحتلة وبلدته الأصليّة هي قرية قاقون المهجّرة داخل أراضي 1948. كان قد اعتقل بتاريخ 4 أكتوبر2001، وأصدرت محكمة الإحتلال العسكرية بحقه حكمًا بالسجن لمدة 35 عامًا.

## سيرته
ترك مصاروة مقاعد الدراسة نتيجة الإعتقالات المتكرّرة وعمل في الزراعة والأعمال الحرّة داخل الخط الأخضر، وأكمل تعليمه في السجن وحصل على شهادة بكالوريوس في التاريخ، محققًا أمنية والدته بإكمال تعليمه. ينتمي لأسرة تتكون من ثمانية إخوة وخمس أخوات، بينما والده متوفى ووالدته الحاجة "أم أحمد" توفت في العاشر من تشرين الأول عام 2020، وارتقى شقيقه عبد القادر شهيداً في تاريخ الرابع من أيلول عام 1992على أيدي قوات الاحتلال. أمعن الاحتلال الصهيوني في مواصلة إجرامه بحق الأسير بهاء مصاروة من خلال حرمانه من الزيارة بحجة المنع الأمني، وبعد طلبات وشكاوي ومناشدات للمؤسسات والهيئات المعنية من قبل عائلته تم الحصول على تصريح لزيارته بعد مرور خمس سنوات على اعتقاله.

## اعتقاله
اعتُقل بهاء عام 1994 وكانت التهمة الموجه إليه هي الإنتماء لحركة فتح ومقاومة الإحتلال وقتل جندي من جنود الاحتلال في بيتونيا في مدينة رام الله. حُكم عليه بالسجن لمدة 6 أشهر ثم أفرج الاحتلال عنه بعد مرور أربعة أشهر. قرّر العودة إلى مقاعد الدراسة إلا أنه تركها ولجأ للعمل في أي مجال يمكّنه من مساعدة أسرته، فعمل مع إخوته في مجال الميكانيك والبلاط. في عام 1998، توجه للعمل داخل الأراضي المحتلّة عام 1948 وأتقن اللغة العبرية بشكل جيد. واصل المناضل بهاء مقارعة الاحتلال إبان الانتفاضة الثانية وكان في مقدمة الشبان مدافعًا عن المخيم والمدينة. وفي الرابع من تشرين الأول عام 2001، اعتُقل على أيدي القوّات الخاصة حيث نصبت له كمين بمساعدة أحد العملاء عندما حضر بهاء لشراء السلاح لسرايا القدس حيث كان التسليم في قرية شويكة ولم يعلم بأن سائق السيارة هو الجاسوس فقامت القوّات الخاصّة بمحاصرة السيارة وأصابته برصاصه في كتفه أثناء محاولته الهرب منهم. تم اقتياده إلى تحقيق سجن الجلمة وقدماه تنزفان بسبب إصابته بشظايا الرصاص، وأمضى في التحقيق فترة تزيد عن أربعة أشهر ليتم الحكم عليه بالسجن لمدة 35 عامًا بتهمة الإنتماء والعضوية في سرايا القدس الجناح العسكري لحركة الجهاد الإسلامي في فلسطين والمشاركة في عمليات عسكرية للسرايا ضد جنود الاحتلال الصهيوني. تنقّل بين مختلف سجون الاحتلال ليستقر به المطاف في سجن "رامون" الصحراوي. وفي عام 2007 اجتمع الأسير بهاء بأخيه الأصغر علاء والمحكوم بالسجن لمدة تسعة سنوات على خلفية انتمائه لحركة الجهاد الإسلامي ومقاومة الاحتلال حيث كان معتقل منذ تاريخ الرابع عشر من نيسان عام 2006. كانت هذه المرة الأولى التي يرى فيها أخاه منذ عام 2001، وكان ذلك في سجن "جلبوع"، ثم اجتمع معه مرة أخرى في سجن "هشارون" عام 2008. يقبع الأسير بهاء حاليًا في سجن رامون.